# نوکیا ۳۳۱۰ (۲۰۱۷)
نوکیا ۳۳۱۰ (۲۰۱۷) استفاده از قابلیت‌هایی جدید و منحصربه‌فرد برای فروش محصولات را هر روز در تولید گوشی‌های رنگارنگ بازار می‌بینیم. اما نوکیا سعی کرده از مورد دیگری برای فروش بیشتر کمک بگیرد؛ تجربه و نوستالژی، امتیازهایی هستند که تنها شرکت‌هایی به بزرگی نوکیا می‌توانند از آن‌ها برای فروش بیشتر استفاده کنند. استفاده از نام و طراحی محصولی که بار اول در سال ۲۰۰۰ روانهٔ بازار شده، هنوز بعد از ۱۷ سال برای طرفداران این برند فنلاندی جذاب است. گوشی «نوکیا ۳۳۱۰ مدل ۲۰۱۷» دقیقاً همان محصولی است که می‌خواهد با استفاده از همین فرمول، فروش بالایی را در بازار تجربه کند.

## طراحی
در مقایسه با چیزی که در سال ۲۰۰۰ دیده بودیم، گوشی جدید ۳۳۱۰ باریک‌تر و ظریف‌تر طراحی شده‌است؛ حتی شاید بتوان گفت یکی از باریک‌ترین گوشی‌های همراه با صفحه‌کلید بازار است. نوکیا سعی کرده با حفظ همان عناصر قدیمی، طراحی ۳۳۱۰ جدید را تا جای ممکن به طراحی‌های امروزی نزدیک کند. استفاده از رنگ‌های شاد و متنوع، نمایشگر بزرگ‌تر، کلیدهایی که راحت‌تر می‌توان با آن‌ها تایپ کرد، کاهش ابعاد و بهبود کارایی مواردی هستند که گوشی ۳۳۱۰ جدید به‌راحتی در نگاه اول به شما منتقل می‌کند.
کلیدها نسبت به قبل، در زمان فشردن صدای کمتری تولید می‌کنند، فاصله آن‌ها از هم بیشتر شده و همچنین نوع قرار گرفتنشان هم به تایپ راحت کمک می‌کند. طراحی مدرن گوشی را می‌توان از لبه‌های گرد، کلیدهایی با ارگونومی بهتر، احساس خوب دردست‌گرفتن گوشی، جنس متمایز پلاستیک استفاده‌شده برای قسمت‌های بیرونی و همچنین وزن سبک آن حس کرد.
همهٔ این تغییرات خوب به دردست‌گرفتن سادهٔ گوشی و کارکردن راحت با آن، حمل بدون دردسرش در کیف یا جیب و همچنین کیفیت بالای مکالمه کمک کرده و این گوشی زیبا را بیشتر به چیزی که مطلوب خریداران باشد، تبدیل کرده‌است.

## کارایی کلی

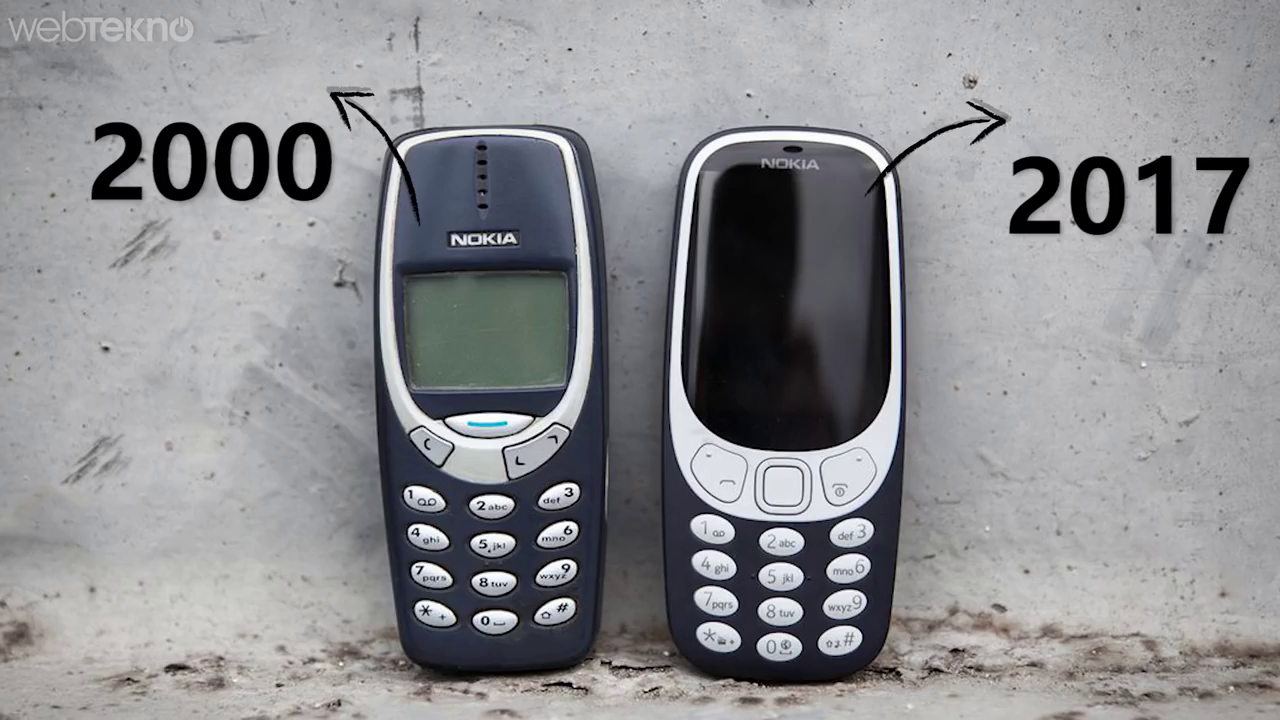
نوکیا ۳۳۱۰ ۲۰۱۷ در کنار مدل ۲۰۰۰

به لطف کلیدهای نرم که فاصلهٔ مناسبی هم دارند، کیفیت و سرعت تایپ با ۳۳۱۰ جدید بالا رفته‌است؛ روی کلیدهای این گوشی حروف فارسی حک شده‌است و این کمک می‌کند تا به‌راحتی با آن فارسی تایپ کنید. حتی می‌توانید از منوی فارسی استفاده کنید؛ مشکلی که برطرف‌شدن آن برای کسانی که با این زبان مشکل دارند، خبری خوبی است. قراردادن برنامه‌هایی مثل آب و هوا، پخش‌کننده موزیک و ویدئو، بازی‌های پیش‌فرض، مرورگر و همچنین رادیو به کاربر این اطمینان را می‌دهد که با خرید ۳۳۱۰ جدید، چیزی بیشتر از یک موبایل معمولی را به دست گرفته‌است که می‌تواند با آن از تمام فایل‌های مولتی‌مدیا استفاده کند.
تماس تلفنی و ارسال پیامک تنها چیزی است که خریداران گوشی‌های دارای صفحه‌کلید انتظارش را دارند. نوکیا ۳۳۱۰ جدید نه‌تنها از پس انجام‌دادن این کارها به‌خوبی برمی‌آید؛ بلکه با آن می‌توان صفحات وب را مرور کرد، بازی کرد، موزیک گوش داد و از همه مهم‌تر حتی برنامه یا بازی‌هایی را که دوست دارید، دانلود کنید و از آن لذت ببرید.

## نمایشگر
استفاده از نمایشگر بزرگ در ۳۳۱۰ جدید شاید برای کسانی که از گوشی‌های هوشمند با نمایشگرهای بزرگ استفاده می‌کنند، به‌اندازهٔ کافی جذاب نباشد؛ اما باعث خوشحالی کسانی می‌شود که قبلاً از گوشی‌های دارای صفحه‌کلید استفاده کرده‌اند. نمایشگری ۲٫۴اینچی که رزولوشن مطلوبی دارد و رنگی است، برای ۳۳۱۰ نسخهٔ ۲۰۱۷ در نظر گرفته شده تا کاربر بتواند تعامل خوبی با صفحات وب، فیلم و بازی‌ها داشته باشد.
این نمایشگر برای هر چیزی که از ۳۳۱۰ جدید انتظار دارید، کافی به نظر می‌رسد و کاربر را در هر شرایطی متقاعد می‌کند.

## قابلیت‌ها

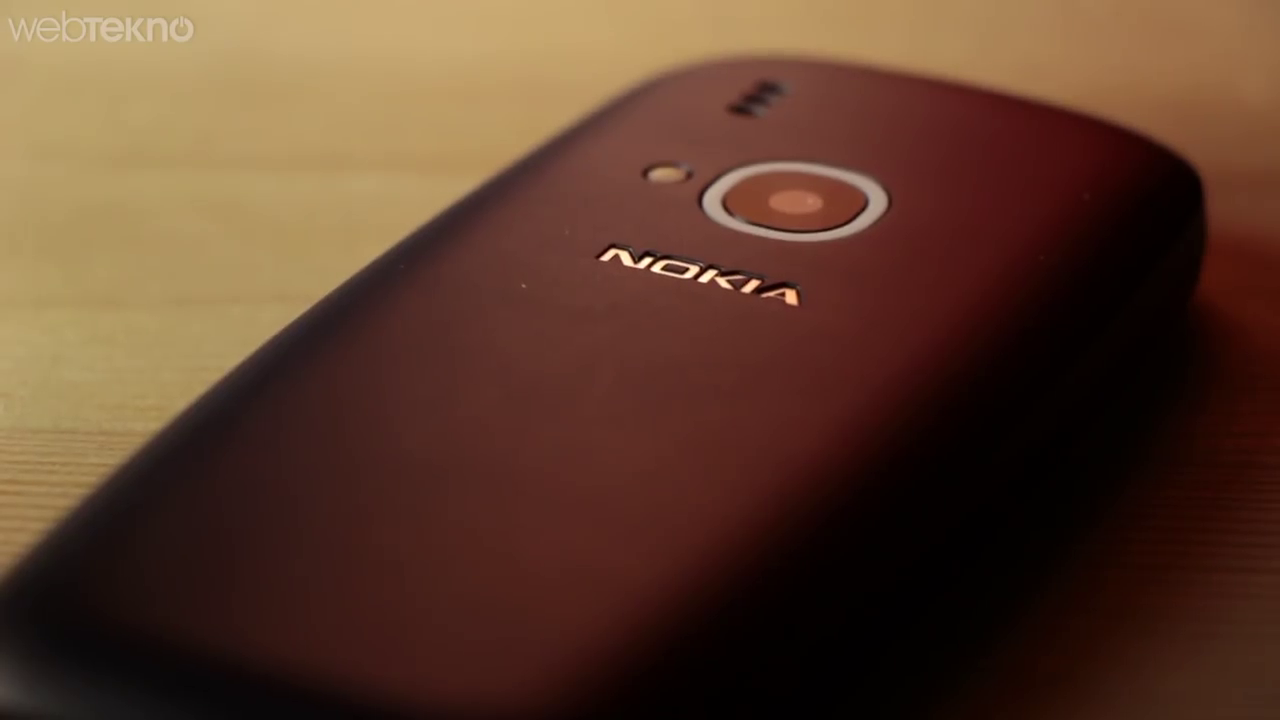
دوربین ۳۳۱۰ ۲۰۱۷

این تمام چیزی نیست که ۳۳۱۰ جدید با خود همراه آورده‌است؛ بلکه نوکیا سعی کرده تا جای ممکن به این گوشی ساده، قابلیت اضافه کند. استفاده از دوربینی با سنسور ۲ مگاپیکسل همراه با فلش روی قاب پشتی به کاربر اطمینان می‌دهد که می‌تواند عکس‌هایی نه‌چندان باکیفیت اما مناسب را ثبت کند؛ همچنین قراردادن جک ۳٫۵میلی‌متری صدا و اسپیکری قدرتمند همه به برتری این گوشی در مقایسه با سایر گوشی‌های هم رده‌اش اشاره دارند.

## نسخه‌ها

### نوکیا ۳۳۱۰ ۴جی
نسخه ۴جی در اواخر ژانویه ۲۰۱۸ در چین با همکاری موبایل چین منتشر شد. این گوشی برنامه  YunOS ، یک چنگال ناسازگار از AOSP (اندروید) را اجرا می‌کند و می‌تواند با استفاده از اتصال داده LTE به وای‌فای متصل شود. حافظه داخلی به ۵۱۲ مگابایت افزایش یافته‌است و کارت حافظه تا ۶۴ گیگابایت در این گوشی اجرا می‌شود.

### جدول کلی نسخه‌ها
| نسخه                           | شماره مدل | شبکه پشتیبانی شده                                           | تعداد سیم‌کارت ها | پلاتفرم    | SOC     | منبع              |
| ------------------------------ | --------- | ----------------------------------------------------------- | ---------------- | ---------- | ------- | ----------------- |
| نوکیا ۳۳۱۰                     | TA-1008   | GSM ۹۰۰/۱۸۰۰                                                | ۱                | Series 30+ | MT6260  | [ ۴ ]             |
| نوکیا ۳۳۱۰ دو سیم‌کارته         | TA-1030   | GSM 900/1800                                                | ۲                | Series 30+ | MT6260  | [ ۴ ]             |
| نوکیا ۳۳۱۰ ۳جی                 | TA-1022   | GSM 900/1800, WCDMA band ۱/۸                                | ۱                | Feature OS | SC7701B | [ ۵ ]             |
| نوکیا ۳۳۱۰ ۳جی (دو سیم‌کارته)   | TA-1006   | GSM 900/1800, WCDMA band 1/8                                | ۲                | Feature OS | SC7701B | [ ۵ ]             |
| نوکیا ۳۳۱۰ ۳جی (باند چهارگانه) | TA-1036   | GSM 850/900/1800/1900, WCDMA band 1/2/5/8                   | ۱                | KaiOS      | SC7701B | [ ۵ ] [ ۶ ]       |
| نوکیا ۳۳۱۰ ۴جی                 | TA-1077   | GSM 900/1800, TD-SCDMA band 34/39, LTE-TDD band ۳۸/۴۱٬۳۹٬۴۰ | ۱                | YunOS      | SC9820A | [ ۷ ] [ ۸ ] [ ۹ ] |

## نگارخانه

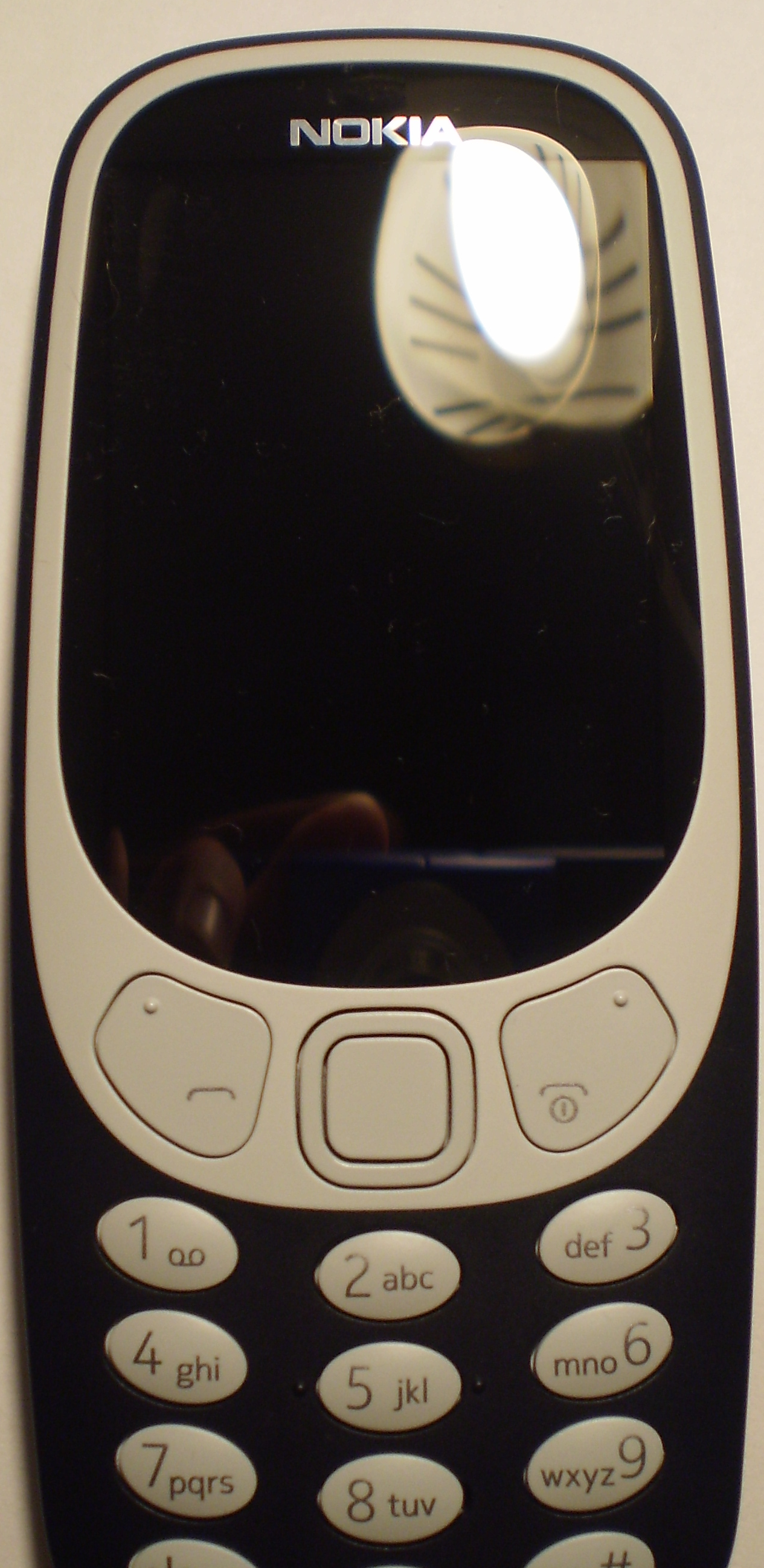
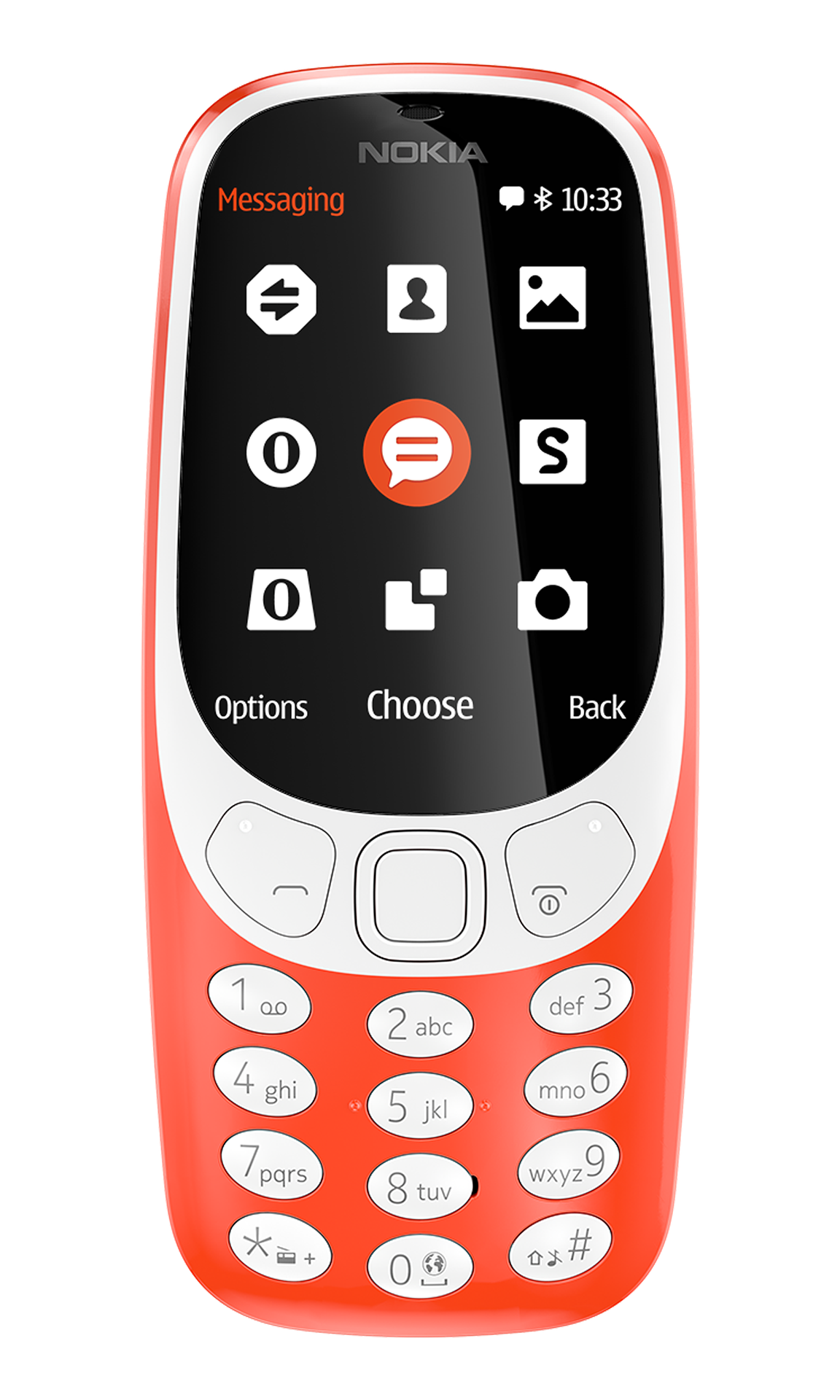
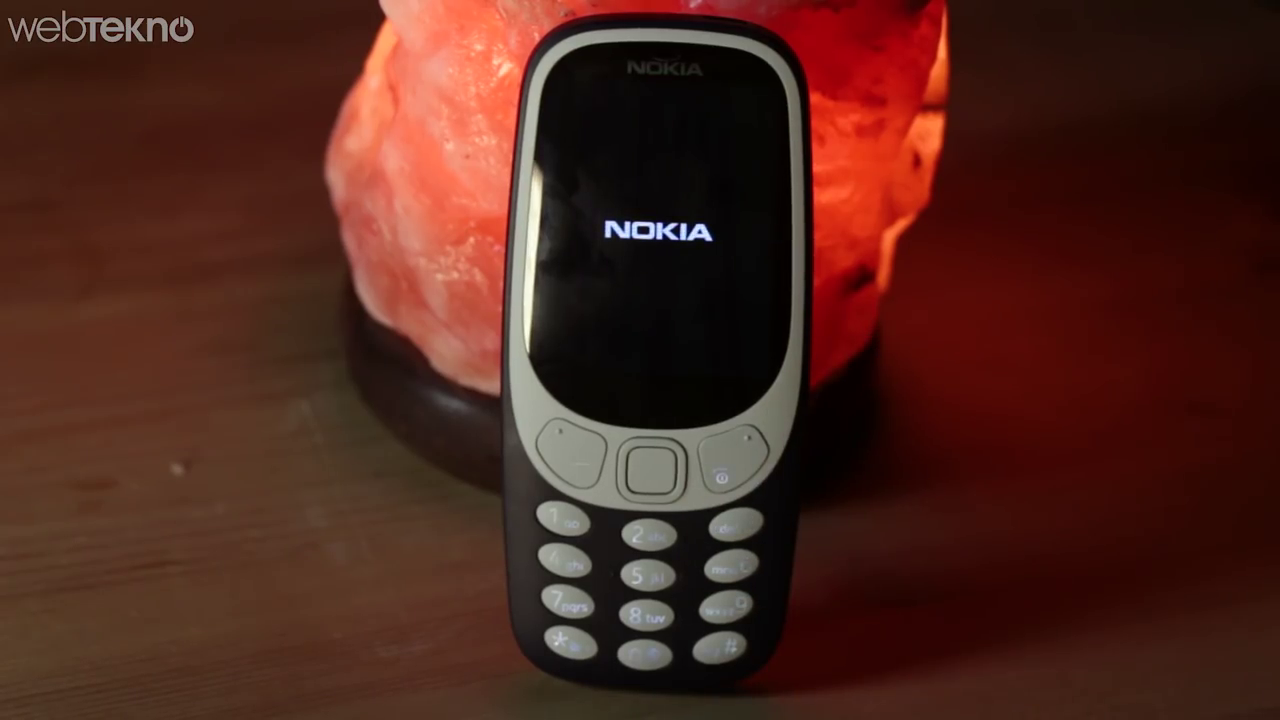
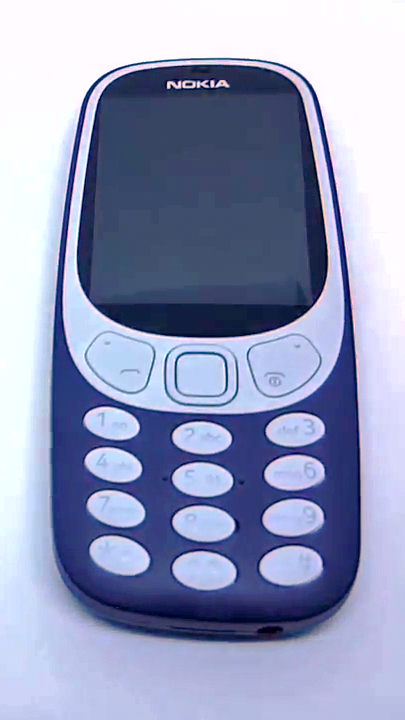
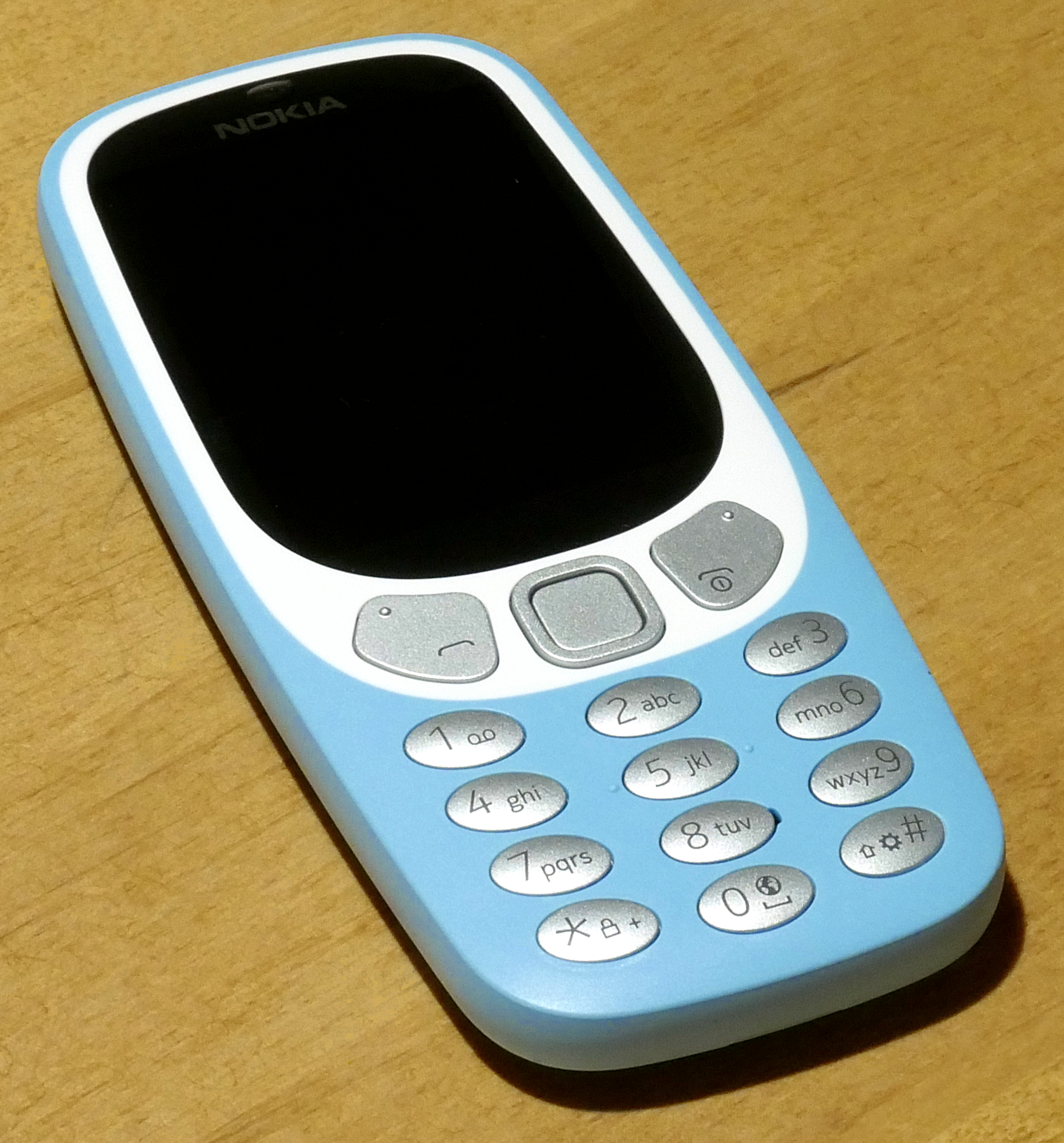
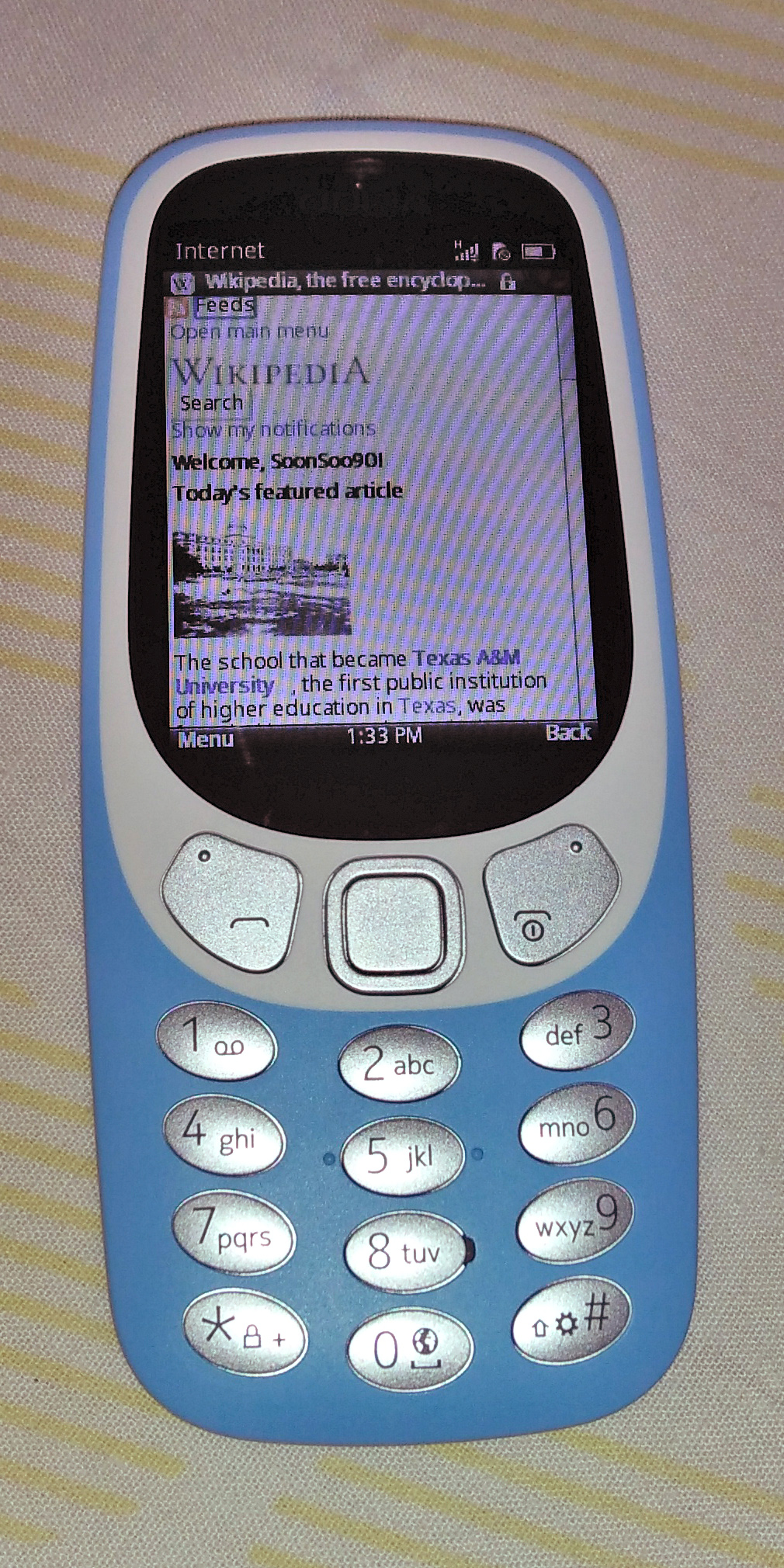
نوکیا ۳۳۱۰ با اینترنت 3G در اپرا